# Shaft (comics)
Shaft es un personaje ficticio del universo de Marvel Comics, creado por Frank Miller y Klaus Janson, apareciendo por primera vez en octubre de 1982 en la revista Daredevil #187.

## Biografía del personaje ficticio
Shaft fue entrenado por el mismo sensei ciego de Daredevil, Stick, y llegó a ser miembro de La Casta, una antigua orden ninja en oposición a La Mano. Durante un conflicto en Nueva York contra La Mano, luchó en conjunto con su maestro Stick y su compañero Claw, donde usaron una técnica que les costó la vida y la de sus enemigos.

## Otras versiones

### Ultimate Marvel
La versión de Ultimate Marvel de Shaft, es introducido en el tercer volumen de Ultimate Avengers de Mark Millar como alguien que entrenó junto a Matt Murdock, Blade, Stick y Stone por su mentor, Anthony. 

### Netflix
Shaft aparece en la serie de 2017 Marvel's The Defenders, de Netflix, junto a Daredevil, Jessica Jones, Luke Cage y Iron Fist, siendo interpretado por el artista marcial y actor chileno Marko Zaror. Sólo aparece en el primer episodio, siendo perseguido por una misteriosa figura encapuchada, más tarde revelado como Elektra, y se encuentra con Danny Rand y Colleen Wing que intentan luchar contra ella, pero son incapaces de prevenirla de apuñalar a Shaft. Como Shaft sangra hasta su muerte, le informa a Danny y Colleen que regresen a Nueva York.